# Камбремер
Камбремер (фр. Cambremer) насеље је и општина у северној Француској у региону Доња Нормандија, у департману Калвадос која припада префектури Лисје.
По подацима из 2011. године у општини је живело 1122 становника, а густина насељености је износила 47,6 становника/km². Општина се простире на површини од 23,57 km². Налази се на средњој надморској висини од 96 метара (максималној 162 m, а минималној 34 m).

## Демографија
| 1962. | 1968. | 1975. | 1982. | 1990. | 1999. | 2011. |
| ----- | ----- | ----- | ----- | ----- | ----- | ----- |
| 945   | 1.068 | 936   | 915   | 1.006 | 1.092 | 1.122 |

График промене броја становника у току последњих година